# 브라이언 브루니
브라이언 앤서니 브루니(Brian Anthony Bruney, 1982년 2월 17일 ~ )는 전 미국의 메이저 리그 베이스볼 투수이다. 그는 애리조나 다이아몬드백스, 뉴욕 양키스, 워싱턴 내셔널스와 시카고 화이트삭스를 위하여 활약하였다. 그는 2009년 월드 시리즈에서 필라델피아 필리스를 꺾고 양키스와 함께 우승을 거두었다.

## 프로 경력

### 애리조나 다이아몬드백스
2000년 워런턴 고등학교를 졸업한 후 브루니는 애리조나 다이아몬드백스에 의하여 드래프트되었다. 2000년부터 2003년까지 브루니는 마이너에서 투구를 하여 2004년 5월 8일 필라델피아 필리스를 상대로 자신의 메이저 리그 데뷔를 하였다.
브루니는 4.31의 평균 자책점을 공표한 31.1회에서 34명의 타자들을 스트라이크아웃 시키면서 다이아몬드백스와 함께 좋은 신인선수의 해를 가졌다. 2005년에 다이아몬드백스는 브루니를 자신들의 최종회로 시도하고, 그는 16개의 기회에서 12개의 경기들을 세이브하였다. 전체로서 2005년 시즌은 브루니에게 부족하게 보였다. 그는 46회에서 7.43의 평균 자책점을 공표하였다. 2006년 5월에 브루니는 다이아몬드백스에 의하여 직위를 위한 지명이 되었다. 그는 후에 뉴욕 양키스에 의하여 마이너 리그 자유 계약 선수로서 계약되었다.

### 뉴욕 양키스

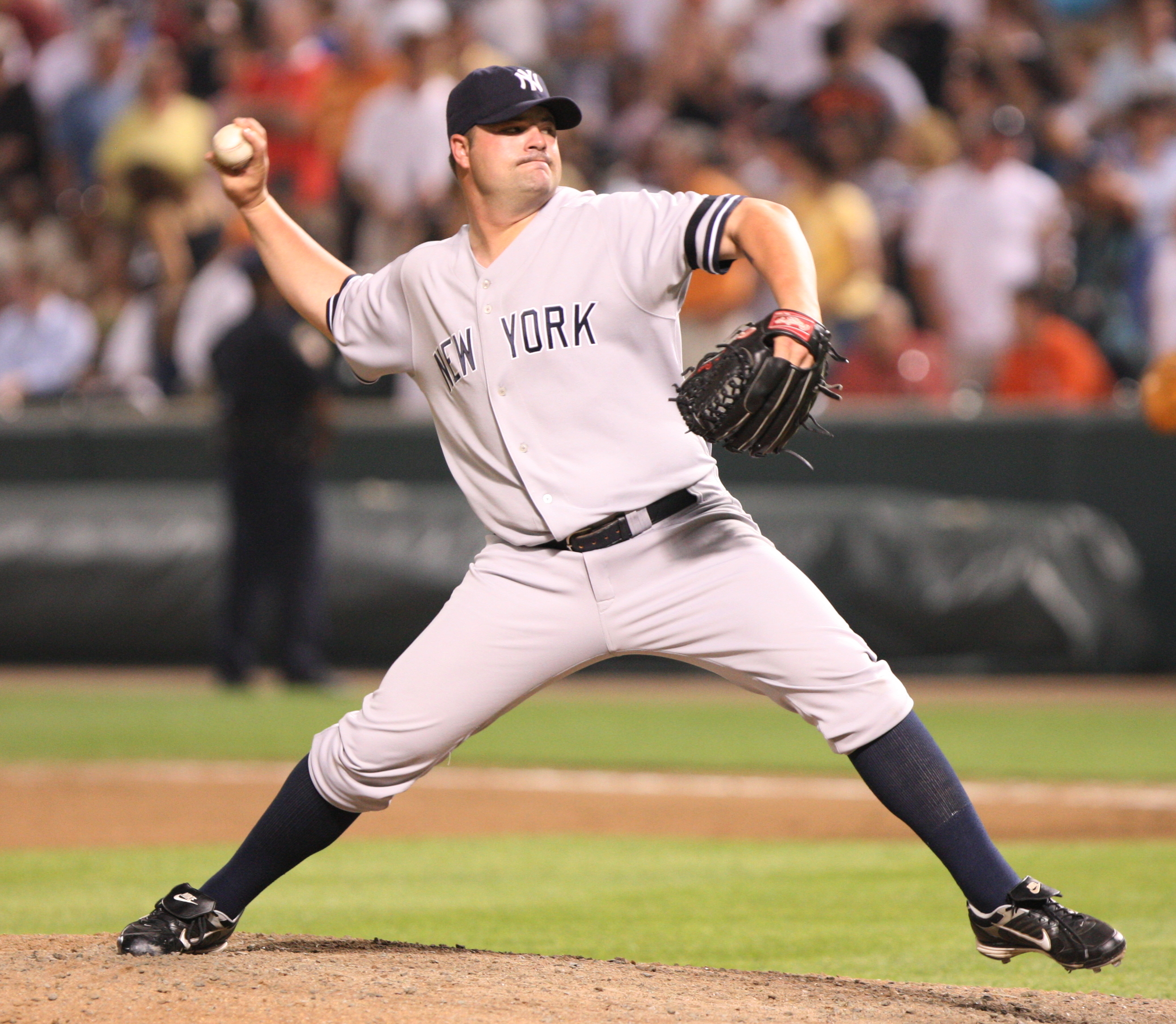
뉴욕 양키스 시절의 브루니

브루니는 트리플 A 콜럼버스 클리퍼스를 위하여 투수로 활약하였다. 그는 큰 클럽으로 소집령을 받았다. 상반 90년대 패스트볼, 중반 80년대 커브볼과 의욕적인 접근과 무장한 브루니는 이 두번째 바람의 장점을 가지고 양키스의 불펜에서 더욱 낳은 구원 투수들 중의 하나로 빠르게 자신을 설립하였다. 브루니는 1 승 1 패의 기록과 19개의 경기들에서 0.87의 평균 자책점과 함께 2006년을 끝냈다.
2007년 그는 양키스의 메이저 리그 등록부와 그들의 트리플 A 둘다와 함께 시간을 보냈다. 그는 58개의 메이저 리그 경기들에서 4.68의 평균 자책점과 함께 시즌을 끝냈다.
브루니는 오프시즌에 자신이 20 파운드를 빠졌다고 2008년 스프링 트레이닝에 보고하고, 추가로 그는 자신의 패스트볼에 속도를 얻었다. 그해 4월 25일 그 일은 자신의 발이 삐어 시즌의 나머지를 놓칠 것 같다고 알았으나 그는 부상 회복에서 발 수술을 보류하기로 선택하였다. 마이너 리그들에서 회복하는 시간을 보낸 후 그는 카일 판스워스의 이적에 이어 8월 1일 양키스로 돌아왔다. 그는 2009년 시즌으로 들어가는 마리아노 리베라의 주요 목표 선수로 예정되었다.
그해에 브루니는 시즌의 일부를 장애자 명단에 놓였으나 39회의 투구에서 3.92의 평균 자책점과 1.51의 WHIP를 수집하는 데 해냈다. 6월 13일 브루니는 뉴욕 메츠의 최종회 프란시스코 로드리게스를 비난하였으며, 투수판에 그의 괴상함을 믿을 수 없고 로드리게스가 피곤한 행위를 가졌다고 하였다. 메츠가 그날 경기를 우승한 후 "그런 이들은 날 괴롭히지 않는다"고 말하며 응답하고, 브루니에게 "자신의 입을 닥치고 자신의 일이나 하고, 남들을 걱정 안 하는 게 낳을 것이다. 넌 그 녀석이 누구인지도 모른다. 난 그 녀석과 시간을 낭비하지 않을 것이다. 신문에 메시지들을 보내는 대신 다음에 시티필드에서 나를 볼 때 와서 내 얼굴에 대고 말해라"고 제안하였다. 다음날 양키 스타디움에서 타구 연습이 있는 동안에 양팀으로부터 동료 선수들이 그 둘을 마릴 수 있기 전에 로드리게스가 브루니에 직면하여 그에게 손가락질을 하고 소리쳤다.
브루니는 트윈스를 상대로 혹은 에인절스를 상대로 아메리칸 리그 디비전 시리즈에 나오지 않았으나 월드 시리즈의 등록부에 추가되었다. 10월 28일 월드 시리즈를 위한 25명의 선수들 등록부에 예비 포수 프란시스코 세르벨리를 대신할 것이라고 발표하였다.

### 워싱턴 내셔널스

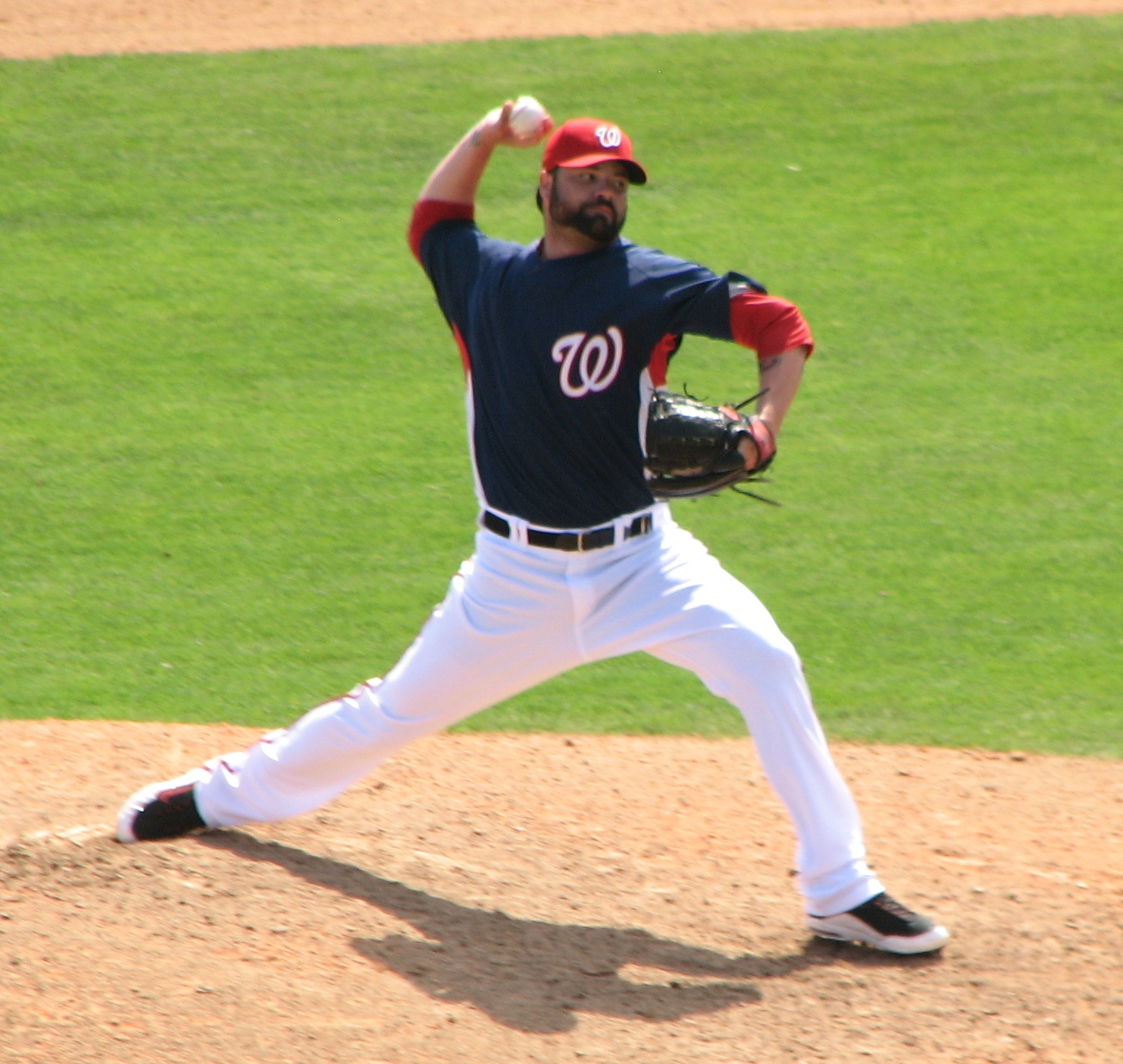
2010년 봄 훈련 동안에 워싱턴 내셔널스와 함께

2009년 12월 7일에 브루니는 그해의 룰 5 드래프트에서 워싱턴의 선택인 제이미 호프먼을 위하여 워싱턴 내셔널스로 이적되었다. 2010년 5월 25일 내셔널스는 5월 17일 브루니가 지위를 위하여 임명된 후 그를 내보냈다.

### 밀워키 브루어스와 뉴욕 메츠
브루니는 2010년 6월 1일 밀워키 브루어스와 함께 마이너 리그 계약을 맺었으나 트리플 A 내슈빌 사운즈와 함께 3.5 회들에서 투구한 후, 6월 21일에 나왔다. 그는 7월 2일 뉴욕 메츠와 함께 마이너 리그 계약을 맺었고, 그해 시즌이 끝난 후에 자유 계약 선수가 되었다.

### 시카고 화이트삭스
2010년 12월 브루니는 시카고 화이트삭스와 함께 마이너 리그 계약을 맺었다. 그는 자신의 계약이 2011년 5월 30일에 매입되었다. 그는 5월 31일 보스턴 레드삭스를 상대로 화이트삭스에 자신의 데뷔를 하여 1회의 3분의 2에서 2점을 허용하였다. 8월 5일 화이트삭스는 브루니를 지위를 위하여 임명하자 그는 8월 15일에 나왔다.
2012년 1월 23일 브루니는 화이트삭스와 함께 마이너 리그 계약을 다시 맺었다. 6월 22일 필립 험버가 장애자 명단에 올려진 후, 그는 AAA 샬럿으로부터 소집되었다.

## 개인 생활
어린이로서 그는 아널드 슈워제네거의 영화 《유치원에 간 사나이》에서 엑스트라였다.
2002년 2월 2일 자신의 부인 스테이시와 결혼하여 딸 셸비와 브라이, 아들 보를 두고, 오리건주 워런턴에 살고 있다.